# Pliensbachi

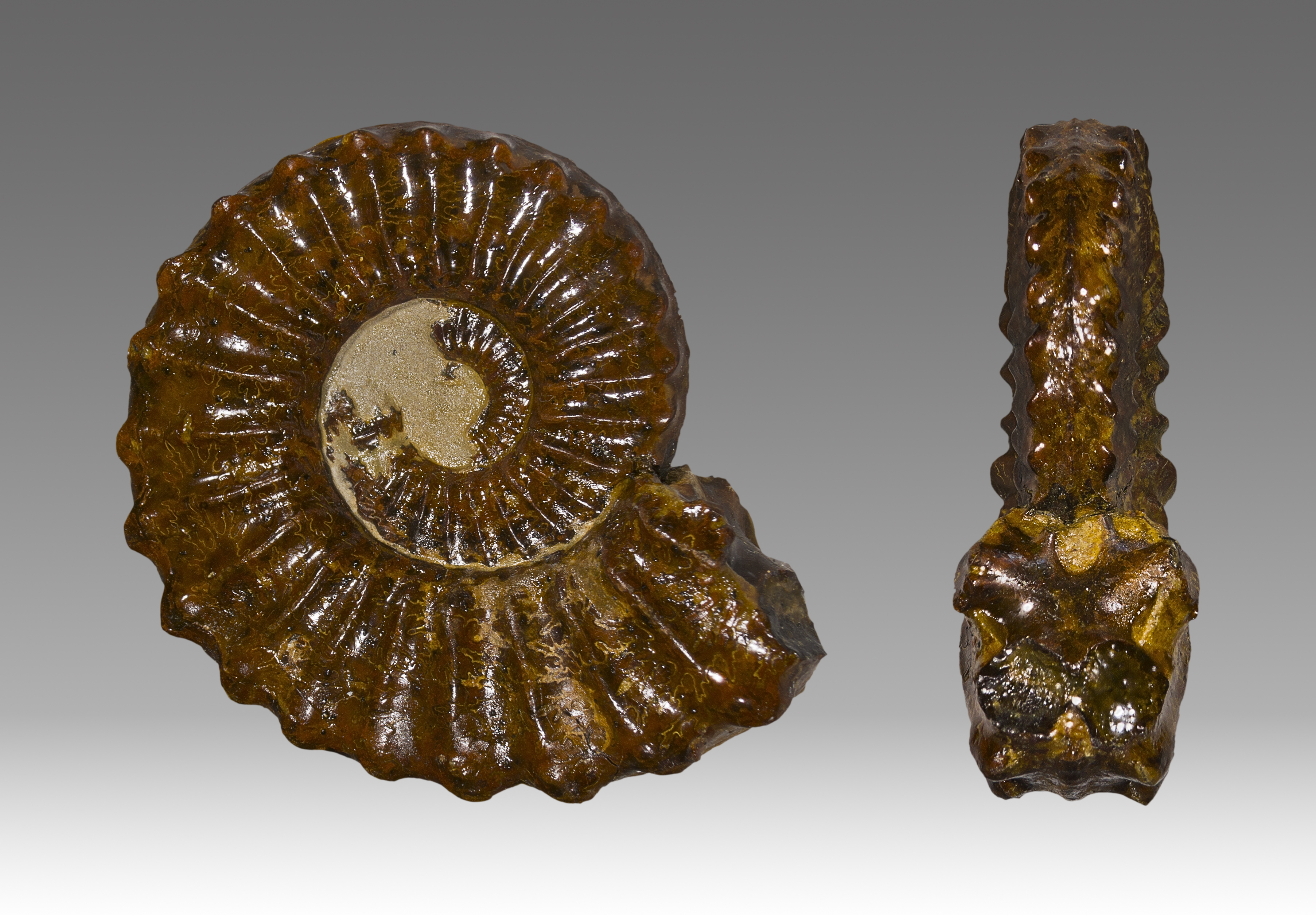
Pleuroceras spinatum - Pliensbachi

A pliensbachi a kora jura földtörténeti kor négy korszaka közül a harmadik, amely 190,8 ± 1,0 millió évvel ezelőtt (mya) vette kezdetét a sinemuri korszak után, és 182,7 ± 0,7 mya zárult, a toarci korszak kezdetekor. A korszakot kora és késő pliensbachira oszthatjuk, ezek gyakran használt elnevezése: carixi és domeri alkorszak. 
A korszak a németországi Pliensbach faluról kapta a nevét, amely Stuttgarttól körülbelül harminc kilométerre fekszik. Az elnevezést először Albert Oppel német paleontológus használta először 1858-ban.
Észak-Amerikai regionális megfelelője a charmouthi. Európában középső liász néven is ismerik. (A liász a kora jura kor ma már ritkán használt neve.)
Magyarországi pliensbachi gastropodákkal Szabó János, ammoniteszekkel többek között Kovács Lajos (1908-1978) és Géczy Barnabás, brachiopodákkal Vörös Attila foglalkozott.

## Határai
Kezdetét a Nemzetközi Rétegtani Bizottság meghatározása szerint a Bifericeras donovani és az Apoderoceras ammoniteszek legalacsonyabb előfordulási gyakorisága jelzi a korszakból származó kőzetrétegekben. Az utána következő toarci korszak az Eodactylites ammoniteszfauna megjelenésével kezdődik.
A pliensbachi és a toarci korszakok határán egy kisebb kihalási esemény, a pliensbachi-toarci kihalás következett be.